# Canadá en los Juegos Paralímpicos de Geilo 1980
Canadá estuvo representado en los Juegos Paralímpicos de Geilo 1980 por un total de veinte deportistas, doce hombres y ocho mujeres.

## Medallistas
El equipo paralímpico canadiense obtuvo las siguientes medallas:
| Nombre                                           | Deporte        | Evento                       |
| ------------------------------------------------ | -------------- | ---------------------------- |
| Oro                                              |                |                              |
| Lorna Manzer                                     | Esquí alpino   | Eslalon 2A femenino          |
| Lana Spreeman                                    | Esquí alpino   | Eslalon gigante 2A femenino  |
| Plata                                            |                |                              |
| Lorna Manzer                                     | Esquí alpino   | Eslalon gigante 2A femenino  |
| Jim Cullen                                       | Esquí alpino   | Eslalon 1A masculino         |
| Greg Oswald                                      | Esquí alpino   | Eslalon gigante 1A masculino |
| Bronce                                           |                |                              |
| Mary Brunner Dawn Coyle Janet Schuster Judy Shaw | Esquí de fondo | 4 × 5 km 5A-5B femenino      |